# Aeroportul Dhangadhi
Aeroportul Dhangadhi (IATA: DHI, ICAO: VNDH) este un aeroport din Dhangadhi⁠(d), Kailali District⁠(d), Sudurpashchim Province⁠(d), Nepal ce deservește zona Dhangadhi⁠(d). Aeroportul a fost tranzitat în 2019 de 150.295 de pasageri. A fost numit după zona deservită.
Situat la o altitudine de 210 m, aeroportul dispune de o singură pistă.